# Čerčen
Čerčen nebo Čerčendarja (ujgursky چەرچەن دەرياسى‎, čínsky pchin-jinem 'Qiěmò Hé', znaky 且末河) je řeka na západě ČLR v autonomní oblasti Sin-ťiang. Je 725 km dlouhá od pramenů k jezeru Karakošun.

## Průběh toku
Pramení na svazích horského hřbetu Arkatag (Převalského hřbet). Poté, co opustí pohoří Kchun-lun, směřuje na jihovýchod okrajem pouště Taklamakan. Ústí do jezera Karakošun.

## Vodní režim
Průměrný průtok vody při odtoku z hor činí 20 m³/s. Na dolním toku po převážnou část roku vysychá. Naopak v době velmi vysokých stavů vody v červenci až v srpnu dotéká až k bažinám jihovýchodně od jezera Lobnor.

## Využití
Zavlažuje Čerčenskou oázu.